# Lauren Potter

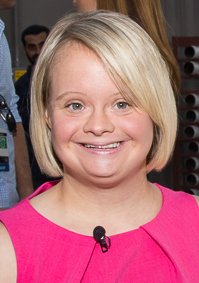
Lauren Potter bei den Special Olympics 2015

Lauren Elizabeth Potter (geboren am 10. Mai 1990 in Inland Empire) ist eine US-amerikanische Schauspielerin, die für ihre Rolle der Becky Jackson in der Fernsehserie Glee des Fernsehsenders Fox bekannt wurde. Sie spricht offen über ihr Leben mit Down-Syndrom und setzt sich für Inklusion ein.

## Leben
Lauren Potter besuchte die Highschool in Riverside in Kalifornien und anschließend das Irvine Valley College. Sie musste in ihrer Kindheit mehrfach Mobbing erleiden. Vor diesem Hintergrund engagiert sie sich unter anderem für Anti-Mobbing-Kampagnen der Organisation Abilitypath, der Special Olympics, für die Down Syndrome Association und die American Association of People with Disabilities. Für ihr soziales Engagement in diesem Bereich wurde Lauren Potter mehrfach ausgezeichnet. Im November 2011 gab Präsident Obama bekannt, dass er Lauren Potter in sein Committee for People with Intellectual Disabilities berufen wolle.

## Filmografie
| Jahr      | Titel                             | Rolle            | Kommentar                     |
| --------- | --------------------------------- | ---------------- | ----------------------------- |
| 2007      | Law & Order: Special Victims Unit | vergiftetes Kind | kleine Rolle                  |
| 2009–2015 | Glee                              | Becky Jackson    | 56 Episoden                   |
| 2012      | Leader of the Pack                | Jenny            |                               |
| 2016      | Veep                              | Polly            | Episode: "Congressional Ball" |
| 2017      | Switched at Birth                 | Nina             | Episode: "Long Live Love"     |
| 2017      | Born This Way                     | sich selbst      |                               |
| 2018      | Drunk History                     | Ventilator Woman | Episode: "Civil Rights"       |
| 2019      | Chicago Med                       | Barbara Duncan   | Episode: "The Thing We Do"    |

| Jahr | Titel        | Rolle              | Kommentar |
| ---- | ------------ | ------------------ | --------- |
| 2007 | Mr. Blue Sky | Young Andra Little |           |
| 2015 | Guest Room   | Amber              | Kurzfilm  |
| 2017 | Headshot     | Kate               | Kurzfilm  |